# ناحیه الطارف

ناحیهٔ الطارف

ناحیهٔ الطارف (به عربی: دائرة الطارف) یک ناحیه در الجزایر است که در استان الطارف واقع شده‌است.